# Osmaniye
Osmaniye este un oraș din Turcia.